# Leucauge blanda
Leucauge blanda este o specie de păianjeni din genul Leucauge, familia Tetragnathidae. A fost descrisă pentru prima dată de L. Koch, 1878. Conform Catalogue of Life specia Leucauge blanda nu are subspecii cunoscute.